# Dennis Smith (giocatore di football americano)
Dennis Smith (Santa Monica, 3 febbraio 1959) è un ex giocatore di football americano statunitense che ha militato nel ruolo di safety nella National Football League (NFL).

## Carriera
Al college Smith giocò a football a USC, venendo premiato come All-American. Fu scelto come quindicesimo assoluto nel Draft NFL 1981 dai Denver Broncos. Si impose come una delle safety più dure della NFL (una reputazione in seguito detenuta anche dal suo protégé, Steve Atwater). Fu convocato per sei Pro Bowl (dopo le stagioni 1985–1986, 1989–1991 e 1993 seasons), fu inserito nella formazione ideale dell'American Football Conference (AFC) nel 1984 e 1988 e inserito nella formazione ideale della stagione All-Pro tre volte. Con i Broncos disputò tre Super Bowl (il XXI, il XXII e il XXIV), venendo sempre sconfitto.
Nel 1991 Smith ebbe un primato personale di 5 intercetti, chiudendo a quota 30 in carriera, oltre a 15 sack e un record di franchigia di 1.158 tackle. Fu inserito nel Denver Broncos Ring of Fame nel 2001 e nella Colorado Hall of Fame nel 2006.

## Palmarès

### Franchigia
American Football Conference Championship: 3
Denver Broncos: 1986, 1987, 1989

### Individuale
- Convocazioni al Pro Bowl: 6

1985, 1986, 1989-1991, 1993
- First-team All-Pro: 2

1984, 1986
- Second-team All-Pro: 1

1989
- Denver Broncos Ring of Fame